# Sommarsöndag

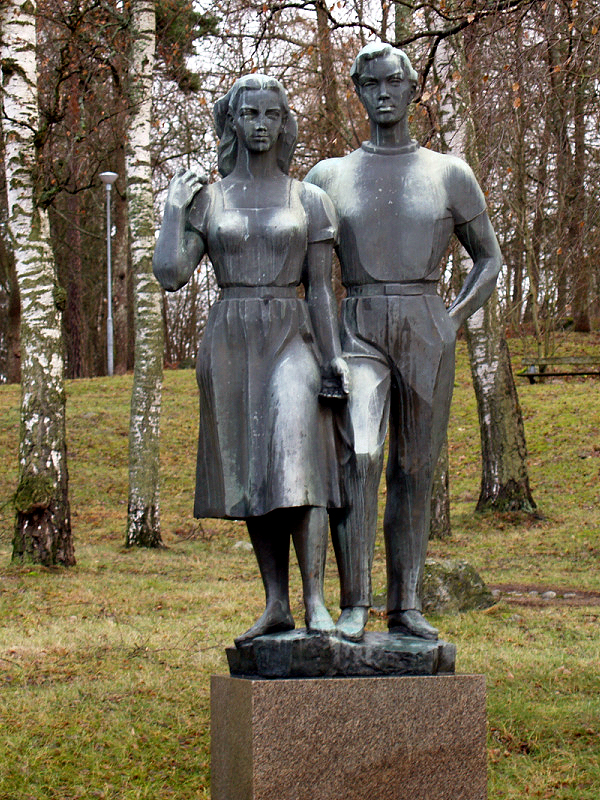
Sommarsöndag (1951–1952) av Oscar Antonsson (1898–1960).

Sommarsöndag är en skulptur i brons av Oscar Antonsson (1898–1960). Den står i Västerås invid Köpingsvägen vid Sundemans backe, mellan Stallhagen och Oxbacken.
Den föreställer ett ungt par och är cirka två meter hög. 